# فرقة بانزر هولشتاين
فرقة بانزر هولشتاين فرقة مدرعة للجيش الألماني خلال الحرب العالمية الثانية. تم تشكيلها في فبراير 1945 من خلال الاستحواذ على الأجزاء المتحركة من فرقة بانزر الإحتياطية 233. عانت من خسائر فادحة في كولبرغ، المنطقة العسكرية الثانية، وتم امتصاص بقايا الفرقة من قبل فرقة فولكسغرينادير الثامنة عشر في مارس 1945. 

## القادة المعروفين
- جينيرال لوتنانت ماكس فريمري (01 فبراير 1945 - 16 فبراير 1945)
- أوبرست إرنست ويلمان (16 فبراير 1945 - 30 مارس 1945)

## منطقة العمليات
برلين وألمانيا والدنمارك